# Anaplecta pavida
Anaplecta pavida är en kackerlacksart som beskrevs av Robert Walter Campbell Shelford 1906. Anaplecta pavida ingår i släktet Anaplecta och familjen småkackerlackor.
Artens utbredningsområde är Ecuador. Inga underarter finns listade i Catalogue of Life.